# Oyama, Shizuoka

Oyama (小山町 Oyama-chō?) este un oraș în Japonia, în districtul Suntō al prefecturii Shizuoka.
  Materiale media legate de orașul Oyama la Wikimedia Commons